# ادوین داو
ادوین داو (انگلیسی: Edwin Daw؛ زادهٔ) بازیکن فوتبال اهل بریتانیا است.
از باشگاه‌هایی که در آن بازی کرده‌است می‌توان به باشگاه فوتبال دونکستر راورز، باشگاه فوتبال اولدهام اتلتیک، و باشگاه فوتبال برادفورد سیتی اشاره کرد.